# Ischyroptyx
Ischyroptyx is een geslacht van vliesvleugeligen uit de familie Pteromalidae. De wetenschappelijke naam van dit geslacht is voor het eerst geldig gepubliceerd in 1956 door Delucchi.

## Soorten
Het geslacht Ischyroptyx is monotypisch en omvat slechts de volgende soort:
- Ischyroptyx ligusticus (Masi, 1922)